# Metridiochoerus
Metridiochoerus (лат. , от др.-греч. μητρίδιος χοῖρος «плодовитая свинья») — вымерший род млекопитающих из отряда парнокопытных, подотряда свинообразных, семейства свиней.

## Внешний вид и строение
Metridiochoerus были крупными зверями с длиной тела до 1,5 м. Внешне они походили на огромных бородавочников. У них было две пары хорошо развитых бивней, росших в стороны и вверх.

## Питание
Судя по строению моляров, они были всеядными.

## Места и древность находок
Ископаемые кости Metridiochoerus известны из плиоцена и плейстоцена Африки.

## Виды
- Metridiochoerus andrewsi
- Metridiochoeru compactus
- Metridiochoeru hopwoodi
- Metridiochoeru jacksoni
- Metridiochoeru meadowsi
- Metridiochoeru modestus